# الأدوات المميتة: مدينة العظام
الأدوات المميتة: مدينة العظام (بالإنجليزية: The Mortal Instruments: City of Bones)‏ هو فيلم فانتازيا ومغامرات أمريكي مبني على الرواية الأولى ضمن سلسلة The Mortal Instruments للكاتبة كاساندرا كلير. الفيلم من إخراج هارالد زوارت وبطولة ليلى كولينز وجيمي كامبل باور وروبرت شيهان وكيفين زيغرس ولينا هيدي وكيفن دوراند وأيدان تورنر وجميما ويست وغودفري قاو وجاريد هاريس وجوناثان ريس مايرز. صدر في دور العرض في 21 أغسطس، 2013.
يروي الفيلم قصة فتاة مراهقة من نسل خاص تحاول العثور على والدتها بعد أن أختطفت، فتنظم إلى مجموعة من المحاربين يدعون "Shadowhunters"، الذين يعرفونها على عالم بديل في نيويورك يدعى "Downworld"، مليء بالشياطين ومصاصي الدماء ومخلوقات مميتة أخرى.
جرى تصوير الفيلم بين 20 أغسطس - 7 نوفمبر، 2012 في أماكن في تورونتو وأونتاريو ومدينة نيويورك.
استقبل الفيلم بمراجعات سلبية من معظم النقاد. على موقع الطماطم الفاسدة جائت نسبة 12% من المراجعات إيجابية بناءً على 112 مراجعة، مع متوسط تقييم 10/4. الموقع وصفه «الأدوات المميتة: مدينة العظام تستعير عناصر تقريباً من كل سلسلة خيال مرت في ال30 سنة الماضية— لكنها تبدوا لا تعرف ماذا تفعل بهم.» على ميتاكريتيك يحمل الفيلم تقييم 100/33، من 32 ناقد.

## طاقم التمثيل
- ليلى كولينز بدور كلاري فراي
- جيمي كامبل باور بدور جيس ويلاند
- روبرت شيهان بدور سايمون لويس
- كيفين زيغرس بدور أليك لايتوود
- جيميما ويست بدور إيزابيل لايتوود
- كيفن دوراند بدور اميل بانغبورن
- أيدان تورنر بدور لوك غارويه
- لينا هيدي بدور جوسلين فراي
- غودفري قاو بدور ماغنوس بَين
- جاريد هاريس بدور هوج ستارك ويذر
- جوناثان ريس مايرز بدور فالنتاين مورغنسترن

## وصلات خارجية
- الأدوات المميتة: مدينة العظام على موقع IMDb (الإنجليزية)
- الأدوات المميتة: مدينة العظام على موقع ميتاكريتيك (الإنجليزية)
- الأدوات المميتة: مدينة العظام على موقع روتن توميتوز (الإنجليزية)
- الأدوات المميتة: مدينة العظام على موقع نتفليكس (الإنجليزية)
- الأدوات المميتة: مدينة العظام على موقع قاعدة بيانات الأفلام العربية
- الأدوات المميتة: مدينة العظام على موقع ألو سيني (الفرنسية)
- الأدوات المميتة: مدينة العظام على موقع Turner Classic Movies (الإنجليزية)
- الأدوات المميتة: مدينة العظام على موقع أول موفي (الإنجليزية)
- الأدوات المميتة: مدينة العظام على موقع بوكس أوفيس موجو (الإنجليزية)
- الأدوات المميتة: مدينة العظام على موقع فيلمافينيتي (الإسبانية)
- Official website
- الأدوات المميتة: مدينة العظام في قاعدة بيانات الأفلام العربية